# Georg Schmidt-Westerstede

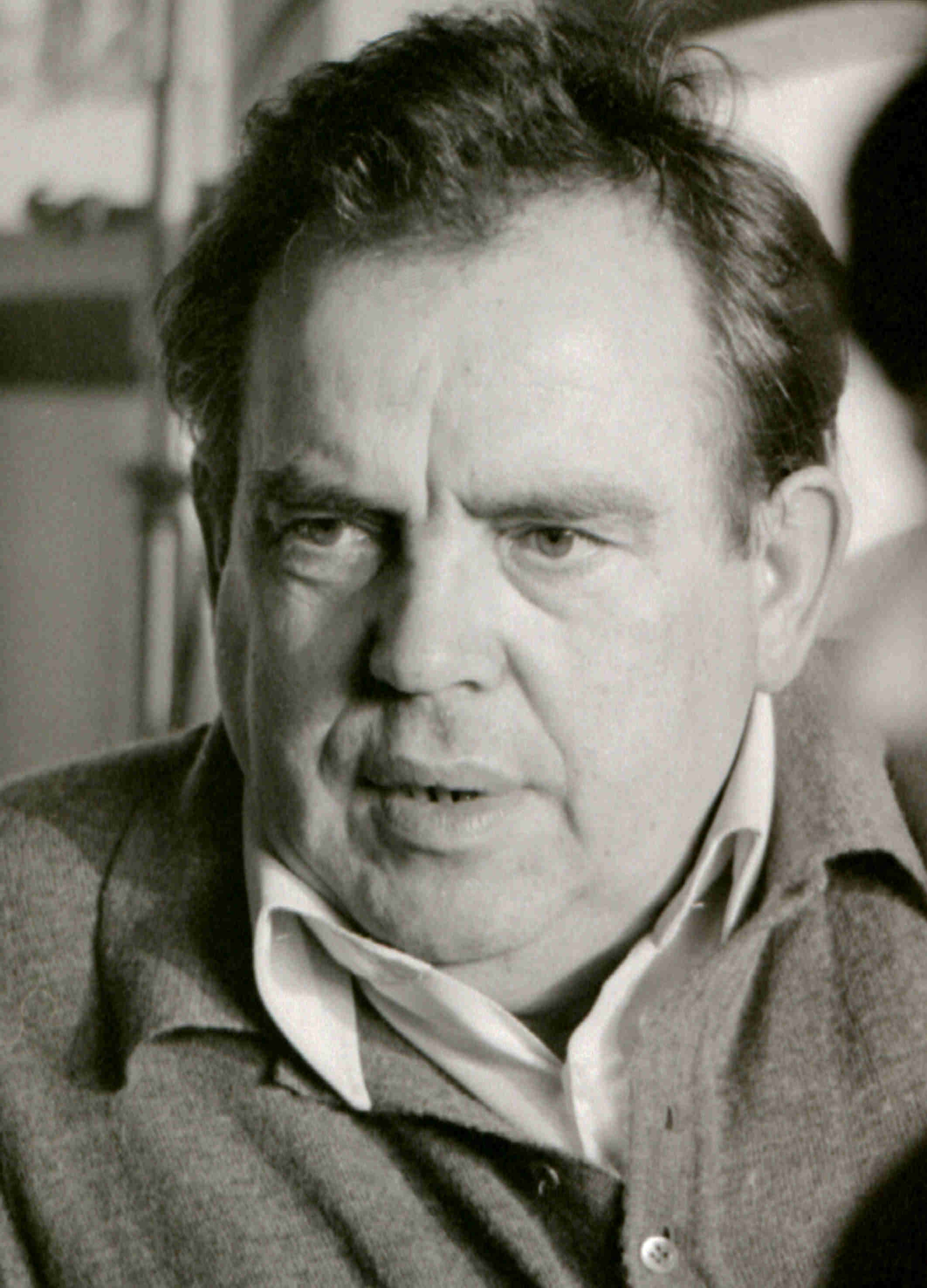
Georg Schmidt-Westerstede, 1978

Georg Schmidt-Westerstede (* 23. April 1921 in Wilhelmshaven; † 12. Januar 1982 in Oldenburg) war ein deutscher Maler und Grafiker. Schwerpunkt seines breiten Schaffens war die Kunst am Bau.

## Leben und Werk
Franz Georg Schmidt wuchs in Westerstede auf, wo er zunächst das Malerhandwerk erlernte. Nach Kriegsverletzung (Beinamputation) wandte er sich dem freien Malen und Zeichnen zu. 1947 war er jüngstes Gründungsmitglied des BBK in Oldenburg. Er lernte in der freien Malklasse von Gustav-Adolf Schreiber an der Nordischen Kunsthochschule Bremen. Nach zwei Semestern und Familiengründung reichten die finanziellen Mittel nicht mehr aus, das Studium fortzuführen. Er etablierte sich in Oldenburg als freischaffender Künstler und nannte sich aus Verbundenheit zu seinem Heimatort fortan „Georg Schmidt-Westerstede“. Vorübergehend war er als Zeichner für die Nordwest-Zeitung und andere lokale Zeitungen tätig.
Im Frühjahr 1953 führte ihn eine Studienreise nach Paris, gemeinsam mit dem Maler und Kunstkritiker Rolf Höfer. Dort nahm er an Kursen der Académie de la Grande Chaumière teil. Im Herbst folgte ein zweiter Parisaufenthalt gemeinsam mit dem Maler Max Herrmann.
1953 wurde im Wilhelmshavener Kunstverein Georg Schmidt-Westerstedes erste Ausstellung gezeigt. 1956 nahm er an einer Ausstellung des BBK in Hannover teil. Er nutzte ein Reisestipendium des Oldenburger Kunstvereins für Fahrten nach Genua und Murmansk. Die Werke der Stipendiaten wurden 1957 im Oldenburger Landesmuseum für Kunst und Kulturgeschichte gezeigt. Danach beteiligte er sich nur noch selten an Ausstellungen, und wenn, dann häufig mit Entwürfen zur Kunst am Bau. Diese gelten als autonome Kunstwerke.
Ab Mitte der 70er Jahre wandte sich Georg Schmidt-Westerstede wieder intensiver der Malerei zu und verstärkte den Grad der Abstraktion. Auf einer Gemeinschaftsausstellung Oldenburger Künstlerinnen und Künstler in der dänischen Patenstadt Tåstrup war er 1980 mit vier Werken aus dieser Schaffensperiode vertreten.
Der passionierte Segler Georg Schmidt-Westerstede überquerte 1973 zusammen mit drei Freunden auf seinem Motorsegler Lang Lütjen den Atlantik. Im Rahmen eines Segeltörns erlitt er 1980 einen schweren Unfall in Schottland. Von den körperlichen und psychischen Verletzungen hat er sich nie erholt. Am 12. Januar 1982 ging er freiwillig aus dem Leben.
Ölgemälde und Aquarelle werden in großer Zahl auf seiner Webseite gezeigt. Zu seinem grafischen Werk gehören insbesondere Federzeichnungen mit vorwiegend regionalen Motiven, deren Drucke in Mappen veröffentlicht wurden.

## Kunst am Bau

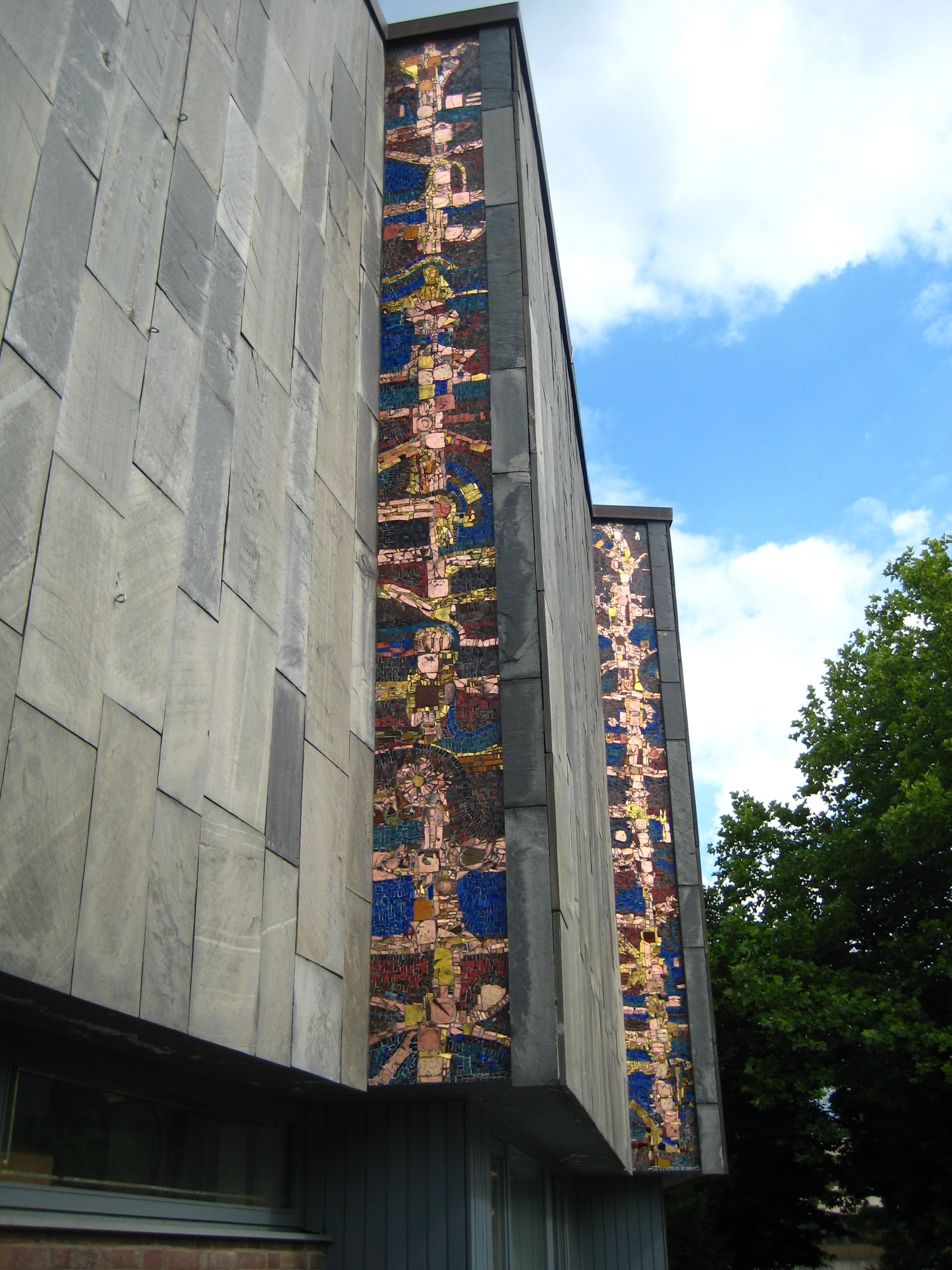
Glasmosaik-Friese in der Fassade des Stadtmuseums Oldenburg

In Georg Schmidt-Westerstedes Lebenswerk nahm die Kunst am Bau die beherrschende Position ein. Sie hat ihn seit den 50er Jahren bis zu seinem Tode immer wieder herausgefordert und ihm und seiner Familie den Lebensunterhalt gesichert. Das Werkverzeichnis dieses Schaffenskomplexes umfasst knapp fünfhundert Objekte.
Innerhalb der Kunst am Bau hat Georg Schmidt-Westerstede vielfältige Techniken und künstlerische Ausdrucksformen angewandt. Er beherrschte den Umgang mit sehr verschiedenen Materialien. Ab 1950 entstanden großformatige Wandgemälde und Sgraffiti sowie Reliefs aus Bandeisen. Von besonderer Bedeutung sind seine Glasmosaiken. Nach seinen Entwürfen entstanden Reliefmauern aus Klinkern oder Beton, zum Teil auch mit Einlagen aus Glasmosaik; ferner Flachreliefs aus Bronzeguss oder Leichtmetallguss sowie aus Schiefer; ebenso Skulpturen aus Bronze, Beton und Glas sowie Bleiglasfenster.
Darüber hinaus war er als Farbberater u. a. für die Stadt Oldenburg tätig. Ganze Straßenzüge, Schulen und öffentliche Gebäude wurden nach seinen Entwürfen farblich gestaltet. Durch seine gegen Ende der 70er Jahre entworfene geometrisierende und farbliche Gestaltung großflächiger Fassaden von Fabrik- und Lagerhallen wirkt die Architektur der Baukörper weniger raumgreifend und in der Gesamterscheinung harmonischer.

### Glasmosaiken

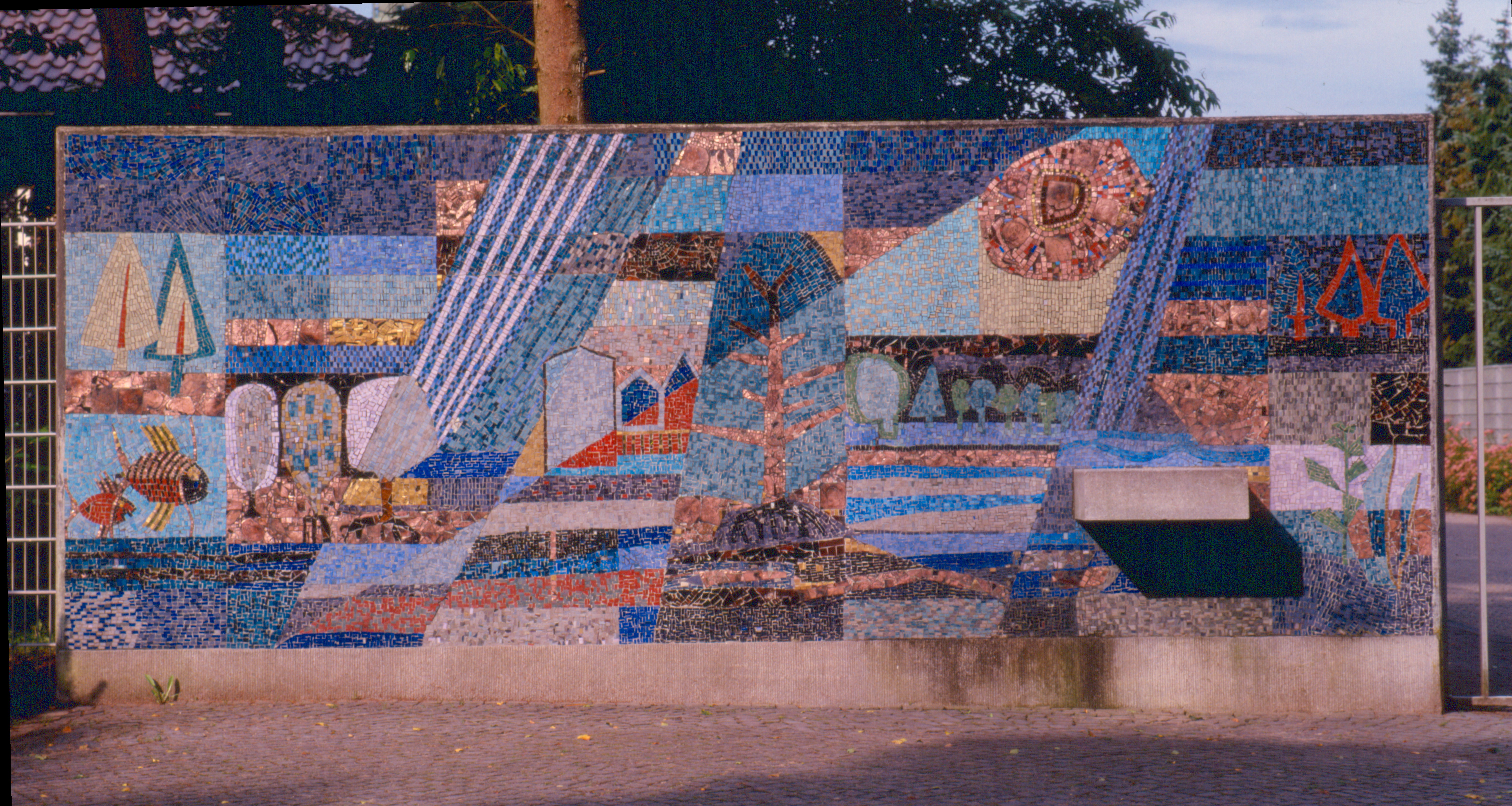
Glasmosaik "Kreislauf des Wassers" am Wasserwerk der Stadt Oldenburg, Sandkrug

Stadtbildprägend ist das Werk Georg Schmidt-Westerstedes durch die große Anzahl von Glasmosaiken geworden. Er griff hier eine aufwendige historische Technik auf, die auf die römische Antike zurückgeht und die er auch gekonnt handwerklich auszuführen verstand. Während er anfangs vorgebrochene Steine verwendete, hat er sie ab 1959 aus größeren Scheiben durchgefärbten Glases (Smalten) selbst geschnitten und frei rhythmisierend gelegt. Die Gläser stammten aus Werkstätten in Darmstadt und Murano.
Anders als in der Antike und dem frühen Mittelalter hat er die Steine nicht unmittelbar in das Mörtelbett gelegt, sondern auf dem Fußboden seines Ateliers seitenverkehrt auf Transparentpapier geklebt. Das fertig gelegte Mosaik wurde dann in Teilflächen zerlegt und am Bestimmungsort in ein vorbereitetes Mörtelbett eingelassen. Nach Entfernung des Transparentpapiers wurde das Mosaik verfugt. So entstanden großflächige Glasmosaiken bis zu 30 m² mit ca. 4.000 bis 5.000 Steinen pro m², die alle einzeln von Hand gelegt wurden.

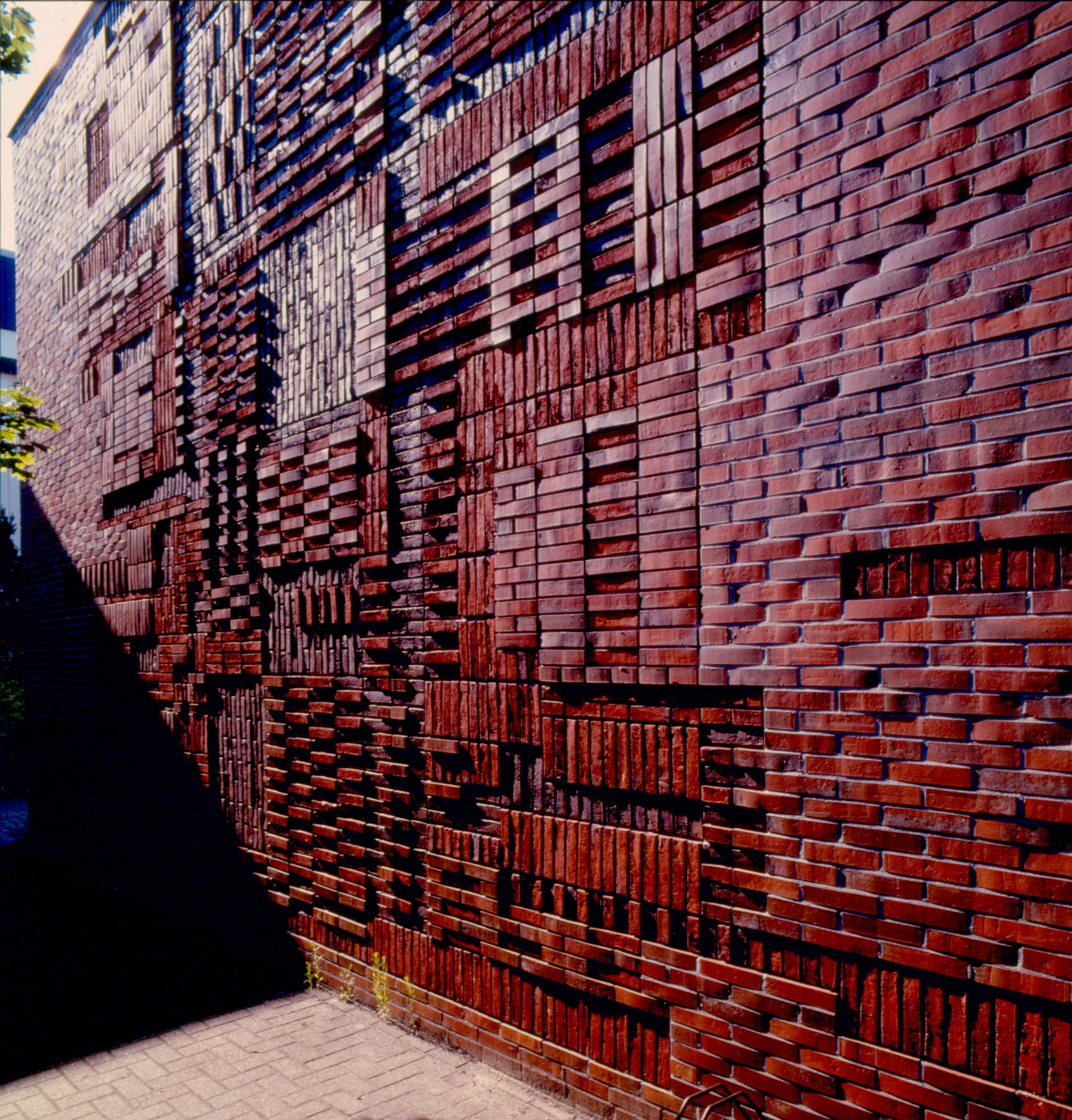
Klinkerrelief, Schule am Bürgerbusch, Oldenburg

### Ausgewählte Arbeiten zur Kunst am Bau
- 1952: Zwei Sgraffiti im Vereinshaus des Oldenburger Rudervereins (ORVO).
- 1956: Erstes Glasmosaik, im (damalig) neuen Arbeitsamt Oldenburg.
- 1959: Glasmosaik, Altarwand der Christuskirche in Halsbek
- 1962: Glasmosaik „Kreislauf des Wassers“, Wasserwerk der Stadt Oldenburg, Hatten-Sandkrug.
- 1962: Bleiglasfenster (nicht mehr vorhanden) und drei Glasmosaiken, Berufsbildende Schule Nordenham.
- 1962: Glasmosaik im Eingangsbereich der Landessparkasse zu Oldenburg. Bei Gebäudeabriss geborgen, seit 2010 im 1. OG des Oberlandesgerichtes Oldenburg.
- 1962/1963: Drei Glasmosaiken und neun Bleiglasfenster auf dem Gelände der Henning von Tresckow Kaserne, Oldenburg.
- 1964: Vier Glasmosaiken mit maritimen Motiven an Mehrfamilienhäusern in Wilhelmshaven, Hermann-Ehlers-Str. (3) und Zedeliusstraße.
- 1964: Glasmosaik am Hallenbad in Wiesmoor.
- 1968: Drei Glasmosaik-Friese in der Fassade des Stadtmuseums Oldenburg.
- 1968: Glasmosaik für den Altarraum der Neuapostolischen Kirche Westerstede, seit 2019 an der Fassade des neuen Gotteshauses der Gemeinde.
- 1968: Ausführung eines Glasmosaiks nach Entwürfen von Dr. Heinrich Schwarz, Installation am Hygieneinstitut in Lomé, Togo.
- 1968: Reliefmauer aus Beton mit Einlagen aus Glasmosaik, Marinestützpunkt Wilhelmshaven.
- 1969: Reliefmauer aus Beton „Entwicklung der Schifffahrt auf der Weser von der Hanse bis zur Neuzeit“, Brake-Kirchhammelwarden.
- 1972: Reliefmauer aus Beton mit Einlagen aus Glasmosaik, Britische Oberschule, Rinteln.
- 1975: Reliefwand aus Klinkern, Schule am Bürgerbusch (Eßkamp), Oldenburg.
- 1976: Mehrteiliges Flachrelief aus Leichtmetall-Guss „Der Flug zum Licht“, An der Fassade des Gertrudenheimes, Oldenburg.
- 1977: Letztes Glasmosaik „Die vier Elemente“, im Treppenhaus des ehemaligen Gesundheitsamtes der Stadt Oldenburg (Rummelweg).
- 1977: Fassadengestaltung der Oldenburgischen Glashütte (nicht mehr vorhanden).
- 1978: Brunnenskulptur mit Reliefplatten aus Bronze-Guss, Finanzamt Oldenburg. Seit 2017 vor dem Eingang des neuen Finanzamts (Stubbenweg).
- 1979: Fassadengestaltung eines Hochregallagers, Westerstede.
- 1979: Drei Reliefs aus Leichtmetall-Guss, Montanus-Klinik Bad Schwalbach.
- 1980: Fünf Reliefmauern aus Beton „Wirkungsstätte des Siels von der See bis zur Haaren“, Begrenzungsmauern zum Hafenbecken an der Mündung der Haaren in die Hunte, Oldenburg.
- 1980: Skulptur „Wegweiser“ aus Beton mit Einlagen aus farbigem Dickglas, Zollamt Brake.
- 1980: Relief „Oldenburger Land und Ostfriesland“, seit 2023 an der Außenwand des Bürogebäudes der Ammerländer Versicherung in Westerstede.[8]
- 1981: Reliefmauer aus Klinkern mit Motiven der Stadt Emden, beim Polizeikommissariat Emden.
- 1982: Reliefmauer aus Klinkern, Behördenzentrum Lüneburg (posthum fertiggestellt).

### Gesamtkunstwerk Herbartgang

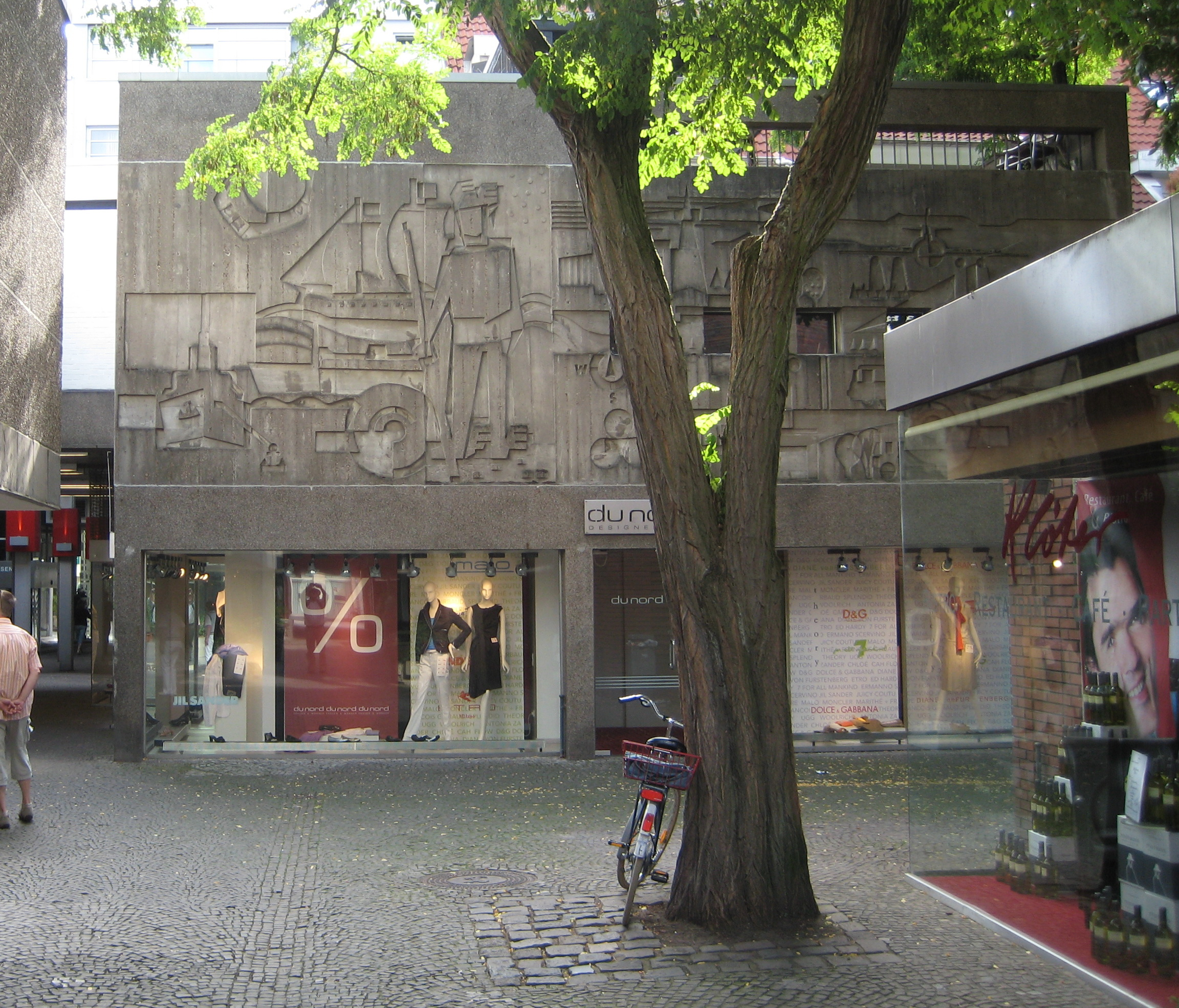
Betonrelief "Merkur / Alter und neuer Handel", Herbartgang Oldenburg

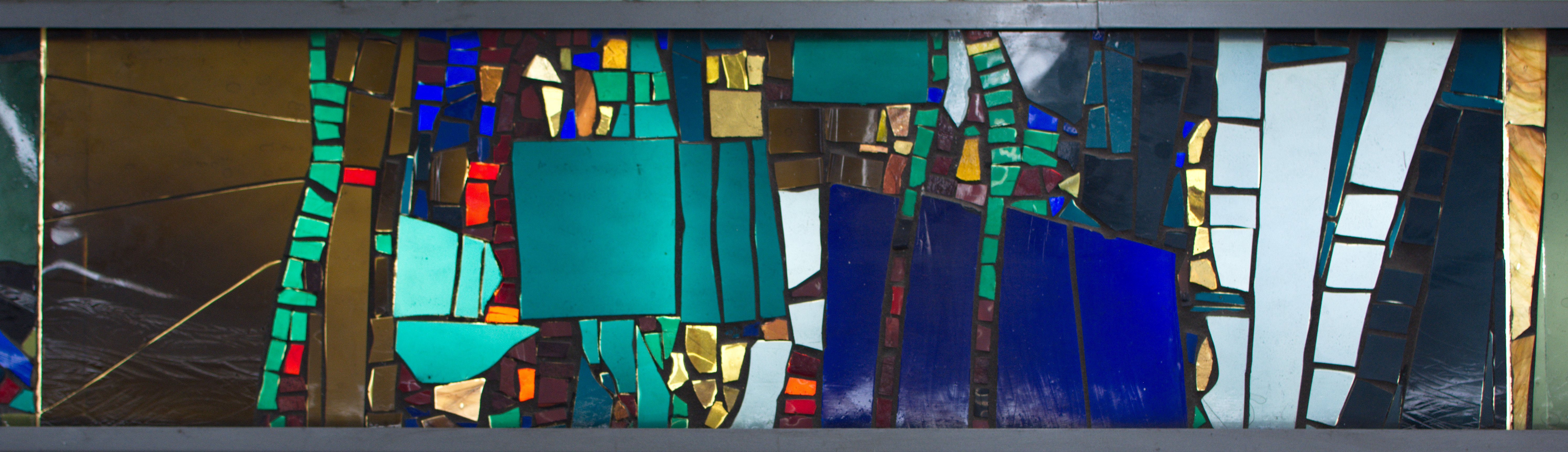
Lichtband, Herbartgang (Detail)

Der Herbartgang ist eine Passage in Oldenburgs Fußgängerzone und gilt als „Denkmal der Pedestrianisierung, dessen Bedeutung heute über Oldenburg weit hinausreichen dürfte“. Der Initiator und Investor Georg Hanßmann hatte die Vorstellung, dass der Herbartgang als Architektur und Kunst aus einem Guss entstehen sollte. Als konkrete Anregung für die Grundkonzeption benannte er die Bremer Böttcherstraße. Hanßmann zog bereits im Projektstadium seinen Freund Georg Schmidt-Westerstede als künstlerischen Berater an seine Seite. Vervollständigt wurde die Planungsgruppe durch die Oldenburger Architekten Hans Latta und Hans Joachim Hölscher, die den ausgeschriebenen Wettbewerb gewannen. Die ersten Bauabschnitte wurden in den Jahren 1961–1963 realisiert.
Georg Schmidt-Westerstede ist im Herbartgang mit folgenden Werken vertreten:
- Horizontales Lichtband mit Mosaiken aus farbigem Glas, 1963.
- Vertikales Lichtband mit Mosaiken aus farbigem Glas, das den Grundriss des Hertbartganges darstellt (nicht mehr vorhanden).
- Türgriffe aus Bronzeguss mit Glasmosaik-Auflagen, ursprünglich mindestens 14 Stück, 1963–1966.
- Relief aus Beton „Merkur / Alter und neuer Handel“, 1965.
- Glasmosaik „Kegeln“ im Treppenhaus zur ehemaligen Kegelbahn eines Restaurationsbetriebes, 1965.
- Glasmosaik „Flaschen und Krüge“ im Weinkeller eines Restaurationsbetriebes, 1968.
- Glasmosaik „Wellenspiel“ in einem nicht zugänglichen Schwimmbad, 1971.
- Reliefmauer aus Klinkern an der rückseitigen Fassade eines Restaurationsbetriebes, 1978.
- Glasmosaik im Tagungsbereich eines Hotels, entstanden 1972, posthum installiert 2004.

Vervollständigt wird das Gesamtkunstwerk Herbartgang durch zwei Brunnen der Bildhauerin Anna Maria Strackerjan (Hof 1 und Hof 2) sowie eine Wasserskulptur aus Lavagestein und Beton (Hof 3) und eine Skulptur aus Bronze (Eingang Lange Str.) des Bildhauers Udo Reimann.

### Bestandserhalt

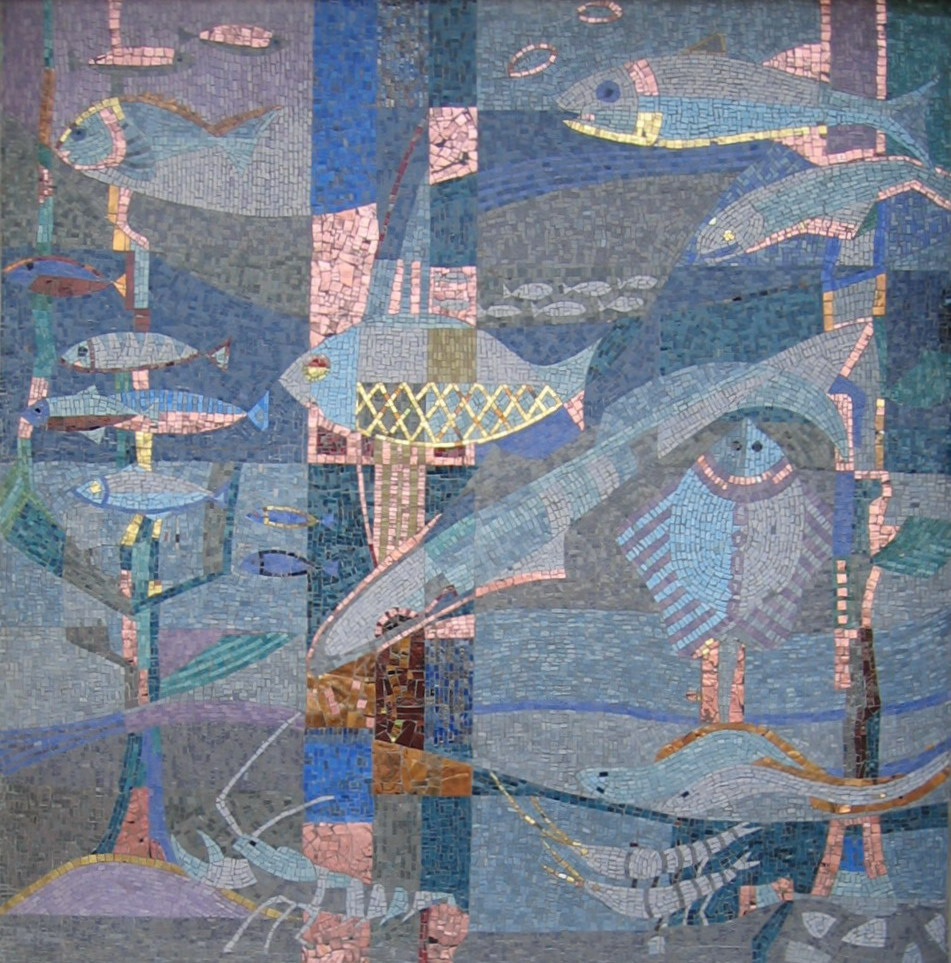
Glasmosaik am Rathaus Westerstede

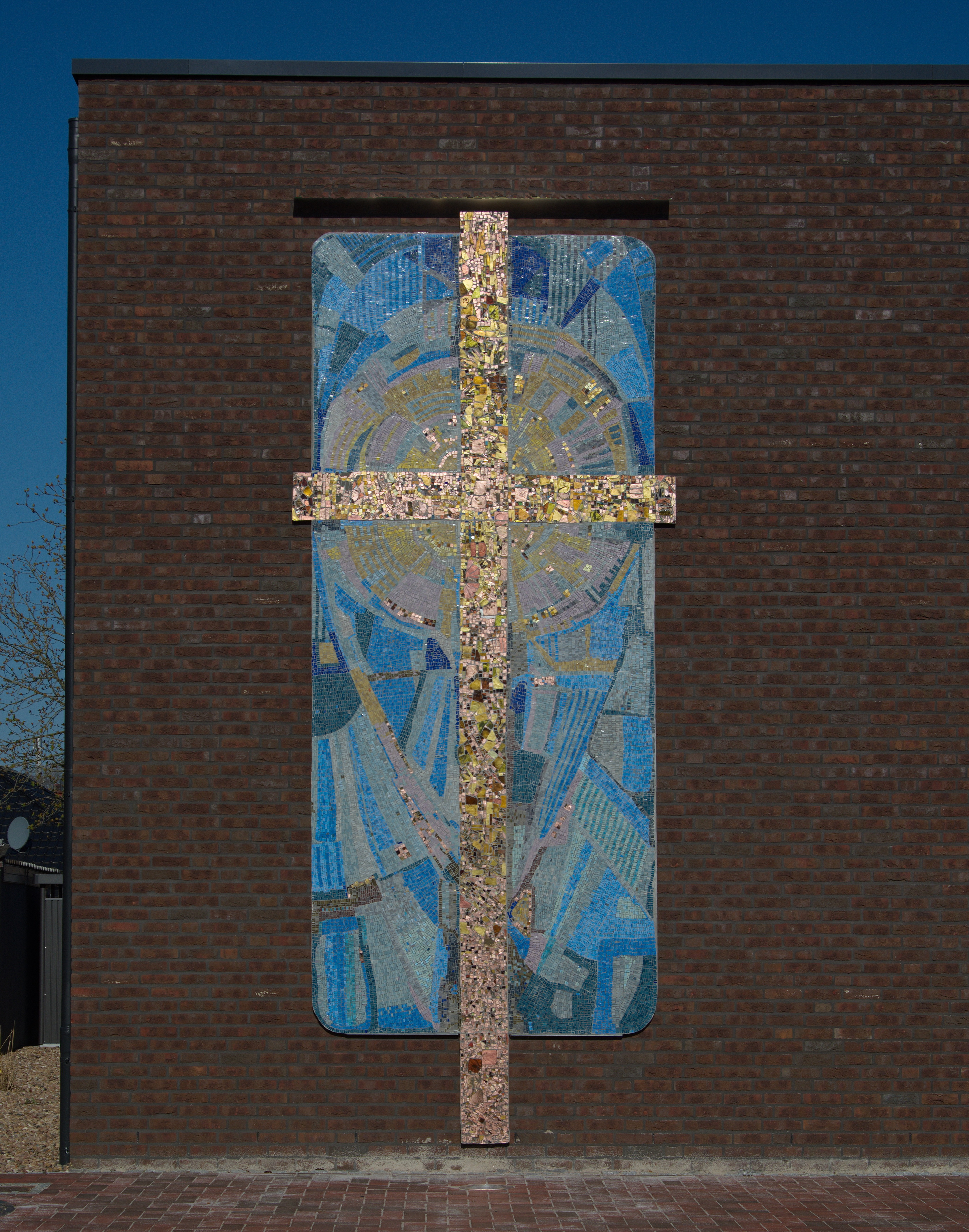
Glasmosaik Neuapostolische Kirche Westerstede

Der Abriss eines Gebäudes bedeutet vielfach auch das Ende des mit ihm verbundenen Kunstwerkes. Auf diese Weise sind auch Arbeiten von Georg Schmidt-Westerstede bereits verloren gegangen.
Glasmosaiken konnten in einigen Fällen aber gerettet werden. Zur Finanzierung der aufwendigen Arbeiten fanden sich immer wieder Förderer. Dies bestätigt die große Bedeutung grade dieser einzigartigen, die Region prägenden Werke Georg Schmidt-Westerstedes.
Im DRK-Kindergarten in Westerstede, im Bankhaus Fortmann und im Pius-Hospital Oldenburg wurden zum Erhalt der Glasmosaiken ganze Wände umgesetzt. Eine 1988 aus einem Bürogebäude geborgene Wand mit einem Glasmosaik wurde 2007 am Rathaus der Stadt Westerstede neu installiert. Die Bruchstücke eines bei Wärmedämmarbeiten von einem Mehrfamilienwohnhaus abgeschlagenen und damit zerstörten Glasmosaiks fügte der syrischen Künstler Rodi Khalil wieder zusammen. Das rekonstruierte Werk fand 2010 am Amtsgericht Westerstede einen neuen Standort.
Drei weitere von Georg Schmidt-Westerstedes Glasmosaiken konnten erfolgreich aus zum Abriss bestimmten Gebäuden geborgen werden. Der Mosaizist und Dipl. Designer Klaus-Peter Dyroff und seine Tochter, die Dipl. Mosaizistin Anna Dyroff, lösten sie großflächig von der Trägerwand ab, fügten sie auf festem Untergrund wieder zusammen und montierten sie am neuen Bestimmungsort. Das Glasmosaik mit dem inkludierten Wappen des Oldenburger Landes wechselte 2010 aus dem Foyer der Landessparkasse zu Oldenburg (LzO) ins Oberlandesgericht Oldenburg. Das Glasmosaik mit dem Fluchtmotiv "Von Ostpreußen ins Oldenburger Land" aus der Kantine eines Großmarktes in Metjendorf wurde 2016 ins Foyer eines Pflegezentrums in Westerstede aufgenommen. Das großflächige Glasmosaik mit einer Kreuzdarstellung aus dem Altarraum der alten Neuapostolischen Kirche in Westerstede befindet sich seit 2019 an der Fassade des neuen Gotteshauses der Gemeinde.
Die zehn Tonnen schwere Brunnenskulptur vor dem Finanzamt zog 2017 vom Rande der Oldenburger Innenstadt zusammen mit der Behörde in den Stadtnorden.